# Naturales quaestiones
Naturales quaestiones é uma enciclopédia escrita por Séneca, cerca de 65, sobre o mundo natural.
A obra é dirigida a Lucílio Júnior, e é um dos poucos trabalhos romanos cujo contexto é sobre a ciência. É uma compilação de factos sobre a natureza, escritos por vários escritores, gregos e romanos; a maioria dos factos referidos são apenas curiosidades.
O primeiro livro trata de meteoros, halos, arco-íris, parélios, etc.; o segundo livro de trovões, relâmpagos; o terceiro de água; o quarto de granizo, neve e gelo; o quinto de ventos; o sexto de terramotos e as fontes do Nilo; o sétimo de cometas. Toda a obra contém anotações de índole moral; de facto, a enciclopédia aparenta ser uma primeira tentativa de estabelecer a ética na natureza.